# Cabeceira do Apa
Cabeceira do Apa é um distrito do município brasileiro de Ponta Porã, no estado de Mato Grosso do Sul. O nome cabeceira é porque é a nascente do rio de mesmo nome. Já o nome Apa pouco se sabe de sua origem, mas é provável que vem do Guarani.
O distrito têm escolas e estabelecimentos comerciais, além de linhas de ônibus que o interliga até Ponta Porã e outros municípios. 